# 索朗达吉
索朗达吉（藏語：བསོད་ནམས་དར་རྒྱས，威利转写：bsod nams dar rgyas，1936年—），男，藏族，西藏索县人，中华人民共和国政治人物，曾任中国人民银行西藏自治区分行行长，西藏自治区人大常委会副主任。